# Anisodes ruficeps
Anisodes ruficeps là một loài bướm đêm trong họ Geometridae.